# Stazione di Lendinara
Stazione di Lendinara vasútállomás Olaszországban, Veneto régióban, Lendinara településen.

## Vasútvonalak
Az állomást az alábbi vasútvonalak érintik:
- Verona-Rovigo-vasútvonal

## Kapcsolódó állomások
A vasútállomáshoz az alábbi állomások vannak a legközelebb: 
- Ramodipalo railway station
- Stazione di Fratta (Stazione di Rovigo, Verona-Rovigo-vasútvonal)